# 미크맥족

미크맥 네이션의 추장회의의 깃발

미크맥족(Micmac) 또는 미크마크족(Mi'kmaq, Mi'gmaq, Mi'kmaw 등, 영어:  /ˈmɪɡmɑː/ 미그마[*], 미크맥어: [miːɡmaɣ])은 캐나다 대서양 연안부의 원주민족(퍼스트 네이션)으로, 노바스코샤, 뉴브런즈윅, 프린스에드워드아일랜드, 뉴펀들랜드, 가스페반도, 그리고 미국 북동부의 메인주 일부 지역을 전통적 영토로 하였다. 2023년 기준 이 지역에 66,748명의 미크맥족 인구가 거주하는 것으로 조사되며 2021년 인구조사 기준 그 중 9,245명이 동알곤킨어군 계통의 고유 언어인 미크맥어를 구사할 줄 아는 것으로 드러났다. 과거 미크맥 상형문자라는 문자체계가 있었으나 현대에는 라틴 문자로 쓰이고 있다.

## 같이 보기
- 알곤킨족
- 북동부 우들랜즈 원주민